# 上将军
上将军，中国、越南、朝鮮古代将军名号。

## 中國
战国已有，時名位高於偏將軍。秦因之。前汉不常置，金印紫绶，位次于上卿。职掌为典京师兵卫，或屯兵边境。後漢時，屬於「諸名號將軍」，曾有「無上將軍」威號存在但不常置，屬榮譽銜。汉末以后，将军名号繁多，名称素朴之前、后、左、右之类，遂渐废弃。三国魏晋时只作为尊称。唐宋时期上将军官位复原。
唐朝官制，上将军从二品，大将军正三品，将军从三品。上将军是唐代十六卫的主官，大将军为副手。自唐以后，上将军、大将军、将军，或为环卫官，或为武散官。宋、元、明三朝，多以将军为武散官；殿廷武士也称将军。

## 朝鮮
高麗時代始設，武臣政權時期與大將軍各十六名共同組成決議事務的最高機關重房。